# Sitrinjêta
Sitrinjêta est un roman de science-fiction de Christian Léourier, paru en 2016.

## Principaux personnages
- Hénar Log Korson : aventurier de l'espace.
- Svaun : son copilote extraterrestre, ami et « homme de confiance » .
- Ullinn : extraterrestre métamorphe, « friogmat-modrin », « lifangola » de la planète Myri.
- Skaatlin : commerçant spatial.
- Thorgerd, Yerdis et Gerd : membres du vaisseau spatial de Hénar.
- Otfrd : « polémarque » de la flotte herrin.

## Résumé
Hénar Log Korson est un baroudeur de l'espace, habitué du « saut collapsial ». Un individu lui ayant affirmé que le mythique « trésor des Shanis » était accessible et qu'on pouvait en prendre possession, Hénard a misé toute sa fortune pour rechercher ce fabuleux trésor. En premier lieu, il doit acquérir le « Cœur ardent », un artefact mystérieux contenu dans un « mastaba ». Skaatlin, le commerçant interlope, le lui vend après qu'Hénar eut passé avec succès une épreuve d'un genre particulier mettant en jeu son intégrité physique. En guise de cadeau, Skaatlin lui offre un caisson de biostase contenant le corps d'une femme. En lui offrant ce caisson Skaatlin déclare à Hénar que ce dernier fera bien ce qu'il voudra de la femme en hibernation : ou bien l'utiliser pour son délassement sexuel, ou bien la balancer dans l’espace.
Avec son bon vieux compagnon Svaun, à bord du vaisseau Snekkja, Hénar se dirige vers la planète Ghasir. Il est amené à faire sortir de biostase la jeune femme, qui en fait est une extraterrestre métamorphe de la planète Myri. Elle dit s'appeler Ullinn et déclare à Hénar qu'elle a rang de « friogmat-modrin » et qu'elle est la « lifangola » de sa planète (une sorte de déesse vivante). Mais Hénar découvre vite que la jeune extraterrestre a perdu son statut social à la suite d'une révolution de palais et que le cadeau de Skaatlin était plutôt un cadeau empoisonné.
Néanmoins, à l'occasion d'une rencontre avec d'autres extraterrestres, Ullinn montre son utilité et parvient même à se mettre au même niveau social qu'Hénar au sein du vaisseau. Elle noue des liens étroits avec Svaun.
Par la suite, Hénar et ses compagnons sont amenés à intervenir à l'occasion d'une guerre entre Herrins et Komgloïns, faisant pencher la balance en faveur des Herrins. En guise de cadeau, Hénar sollicite (et obtient) la remise d'une carte astrographique lui permettant de savoir où se trouve avec précision un astéroïde, censé contenir un vaisseau spatial recelant le trésor des Shanis.
Ayant obtenu les données stellaires, Hénar fait diriger le Snekkja vers le précieux astéroïde. Alors qu'il vient à peine de commencer l'exploration de l'intérieur de l’astre, des vaisseaux herrins apparaissent. Les Herrins ont bien compris que Hénar recherchait quelque chose de précieux et n'ont aucune envie qu'il s'empare d'un trésor galactique. Un combat a lieu entre les Herrins et les membres du Snekkja, mais les Herrins ont une supériorité évidente. Des négociations sont ouvertes mais ne donnent aucun résultat. Les Herrins sont interrompus dans leur agression par l'arrivée inopinée d'une force spatiale de l'Instance Suprême de la galaxie.
Il apparaît que Hénar, depuis le début, avait été manipulé pour rechercher et trouver l'astéroïde, et parvenir à entrer au cœur du vaisseau shani. Manipulé sans qu'il s'en rende compte, il est en effet le seul à avoir une certaine qualité d'indépendance, de force, de courage, mais aussi de bêtise et d'inconscience, lui permettant de faire face aux pièges protégeant le vaisseau.
En fin de compte, plusieurs personnes, dont Hénar, Ullinn et Skaatlin, pénètrent dans le vaisseau shani et y découvrent son secret. Mais le roman se termine par une péripétie assez étonnante.

### Révélations finales et dénouement
Le vaisseau spatial shani est en fait un créateur de mondes. Il permet de créer à volonté des planètes, des astéroïdes et divers corps stellaires. Chacun des membres y étant entrés peut donc devenir « créateur stellaire ». Alors que cette opportunité enchante Ullinn, Hénar refuse catégoriquement d'acquérir des pouvoirs équivalents à ceux d'un dieu. Ce n’est pas pour lui, estime-t-il. Attaché à son indépendance, il considère que ce nouveau statut lui ferait perdre son autonomie et sa volonté. Il refuse donc d'utiliser les mécanismes des Shanis et, à la stupéfaction de tous, décide de reprendre sa route à bord du Snekkja avec ses compagnons. Il faut bien donner un but à son périple : il décide de se rendre sur la planète Terre, dont il a beaucoup entendu parler mais qu’il n'a jamais visitée.